# Embia dobhali
Embia dobhali is een insectensoort uit de familie Embiidae, die tot de orde webspinners (Embioptera) behoort. De soort komt voor in India.
Embia dobhali is voor het eerst wetenschappelijk beschreven door Ross in 1950.